# Alexandre Soumet
Louis-Antoine-Alexandre Soumet (8 de febrero de 1786 - 30 de marzo de 1845) fue un poeta y dramaturgo francés nacido en Castelnaudary (Aude) y fallecido en París.

## Datos biográficos
Poeta florido escribió versos en honor de Napoleón Bonaparte que le valieron ser nombrado auditor en el Consejo de Estado de Francia en 1810. Adquirió popularidad en 1814 gracias a una elegía exitosa, La Pauvre Fille. Más tarde, en 1815, la Academia Francesa reconoció y premió dos de sus poemas, La Découverte de la vaccine y Les Derniers moments de Bayard. Entonces fue elegido mantenedor de la Academia de los Juegos Florales en 1819.
Durante la Restauración fue nombrado bibliotecario del rey en el castillo de Saint-Cloud. En 1822, publicó dos tragedias exitosas, Clitemnestra y Saúl. Con este triunfo fue elegido miembro de la Academia Francesa el 29 de julio de 1824, reemplazando a Étienne Aignan. Cleopatra (1824) y Juana de Arco (1825) también resultaron apreciadas del público y la crítica. Elisabeth de Francia (1828), adaptación de Don Carlos de Schiller, contribuyó a dar a conocer al poeta alemán en Francia. 
Después de la revolución de 1830, Soumet se alineó a la monarquía de julio. Fue nombrado bibliotecario del rey Luis Felipe I en el castillo de Compiegne. En 1831, su obra Norma, ou L'infanticide triunfó en el teatro del Odeón, en parte gracias a la interpretación de Mademoiselle George; la obra fue usada poco después como libreto de la célebre ópera de Vincenzo Bellini.

## Obra

### Obra dramática
- Clytemnestre, tragedia, representada en la Comédie-Française el 7 de noviembre de 1822
- Saül, tragedia, representada en el théâtre de l'Odéon el 9 de noviembre de 1822
- Cléopâtre, 1824
- Jeanne d'Arc, 1825
- Pharamond, ópera en 3 actos escrita en colaboración con Jacques Ancelot y Alexandre Guiraud, música de François-Adrien Boieldieu, representada en la Opéra de Paris el 1o de junio de 1825.
- Le Siège de Corinthe, tragedia lírica en 3 actos, en colaboración con Luigi Balocchi, música de Gioachino Rossini, 1826
- Emilia, drama, 1827 : inspirada en la novela Kenilworth de Walter Scott
- Elisabeth de France (título inicial:Le Secret de la confession), tragedia, 1828
- Une fête de Néron, con Louis Belmontet, 1829 : suite romántica de Britannicus de Jean Racine
- Norma ou L'infanticide, tragedia en 5 actos, en verso, representada en el théâtre de l'Odéon el 16 de abril de 1831 (texto en la base Gallica de la Bibliothèque Nationale de France)
- Le Gladiateur, Tragedia, en colaboración con su hija Gabriela, representada en la Comédie-Française el 24 de abril de 1841
- Le Chêne du roi, comedia, en colaboración con su hija, representada en la Comédie-Française el 24 de abril de 1841
- Jane Grey, tragedia, en colaboración con su hija, 1844
- David, ópera, 1846
- Monseigneur se marie, comedia.

### Obra poética
- Le Fanatisme, 1808
- L'Incrédulité, 1810
- Les Embellissements de Paris, 1812
- La Divine épopée, poema en 12 cantos, 1841: El tema de este poema en el estilo de la Divina Comedia del Dante, es la redención del infierno por el Cristo.
- Jeanne d'Arc, epopeya en 3 partes, 1845

### Obra diversa
- Les Scrupules littéraires de Mme de Staël, ou Réflexions sur le livre De l'Allemagne, 1814
- Oraison funèbre de Louis XVI, 1817